# Idiogramma eurum
Idiogramma eurum là một loài tò vò trong họ Ichneumonidae.